# Eduar Caicedo
Eduar Hernán Caicedo Solís (Puerto Concordia, 23 aprile 1995) è un calciatore colombiano, difensore del Deportes Quindío.

## Carriera

### Club
Cresciuto nelle giovanili del Deportivo Cali, ha esordito il 22 maggio 2013 in un match di Copa Colombia pareggiato 1-1 contro l'Universitario Popayán.

### Nazionale
Nel 2015 con la nazionale Under-20 colombiana ha preso parte al campionato sudamericano, disputando una partita.

## Statistiche

### Presenze e reti nei club
Statistiche aggiornate al 30 gennaio 2017.
| Stagione                | Squadra                 | Campionato              | Campionato | Campionato | Coppe nazionali | Coppe nazionali | Coppe nazionali | Coppe continentali | Coppe continentali | Coppe continentali | Altre coppe | Altre coppe | Altre coppe | Totale | Totale | Totale |
| Stagione                | Squadra                 | Comp                    | Pres       | Reti       | Comp            | Pres            | Reti            | Comp               | Pres               | Reti               | Comp        | Pres        | Reti        | Pres   | Reti   |        |
| ----------------------- | ----------------------- | ----------------------- | ---------- | ---------- | --------------- | --------------- | --------------- | ------------------ | ------------------ | ------------------ | ----------- | ----------- | ----------- | ------ | ------ | ------ |
| 2013                    | Deportivo Cali          | A                       | 0          | 0          | CC              | 2               | 0               |                    | -                  | -                  |             | -           | -           | 2      | 0      |        |
| 2014                    | Cúcuta Deportivo        | B                       | 4          | 0          | CC              | 3               | 0               |                    | -                  | -                  |             | -           | -           | 7      | 0      |        |
| 2015                    | Cúcuta Deportivo        | A                       | 8          | 0          | CC              | 2               | 0               |                    | -                  | -                  |             | -           | -           | 10     | 0      |        |
| Totale Cúcuta Deportivo | Totale Cúcuta Deportivo | Totale Cúcuta Deportivo | 12         | 0          |                 | 5               | 0               |                    | -                  | -                  |             | -           | -           | 17     | 0      |        |
| 2015                    | Deportivo Cali          | A                       | 1          | 0          | CC              | 0               | 0               |                    | -                  | -                  |             | -           | -           | 1      | 0      |        |
| 2016                    | Deportivo Cali          | A                       | 1          | 0          | CC              | 1               | 0               |                    | -                  | -                  |             | -           | -           | 2      | 0      |        |
| 2016                    | Cortuluá                | A                       | 5          | 1          | CC              | 0               | 0               |                    | -                  | -                  |             | -           | -           | 5      | 1      |        |
| 2017                    | Cortuluá                | A                       | 16         | 1          | CC              | 1               | 0               |                    | -                  | -                  |             | -           | -           | 17     | 1      |        |
| Totale Cortuluá         | Totale Cortuluá         | Totale Cortuluá         | 21         | 2          |                 | 1               | 0               |                    | -                  | -                  |             | -           | -           | 22     | 2      |        |
| 2017                    | Deportivo Cali          | A                       | 1          | 0          | CC              | 0               | 0               |                    | -                  | -                  |             | -           | -           | 1      | 0      |        |
| Totale carriera         | Totale carriera         | Totale carriera         | 36         | 2          |                 | 9               | 0               |                    | -                  | -                  |             | -           | -           | 45     | 2      |        |

## Palmarès
- Campionato colombiano: 1

Deportivo Cali: 2015 (A)